# Celestus sepsoides
Celestus sepsoides е вид влечуго от семейство Слепоци (Anguidae). Видът не е застрашен от изчезване.

## Разпространение и местообитание
Разпространен е в Доминиканска република и Хаити.
Обитава гористи местности, крайбрежия и плажове.